# ジンコーポレーション
株式会社ジンコーポレーションは、福島県郡山市に本社を置く日本の企業。ただし実際の本社機能は東京都渋谷区（恵比寿プライムスクエア）にあった。
関連会社全体をジングループと称していた。グループ会社の株式会社ジンコミュニケーションズは飲食事業（「麺家くさび」「二代目くさび -鶏の章-」「一心亭」「あぁ博多人情」「串カツホームラン」）を展開していた。
かつては脱毛専門サロン「ミュゼプラチナム」の運営で知られたが、後述するように同事業の大半は既に売却済。なおジンコミュニケーションズから商号変更したアルトルイズム株式会社はミュゼプラチナムの広告事業を引き続き担当、さらにクレアホールディングスによる買収後には新たに美容機器メンテナンス事業も担当するなど取引関係を保持している。

## 沿革
- 2002年8月 - 福島県郡山市に有限会社ジンコーポレーションとして設立。
- 2004年12月 - 株式会社ジンコーポレーションへ組織変更
- 2006年9月 - 分社化（株式会社ジンインターナショナル・株式会社ジンコミュニケーションズ設立）。
- 2008年1月 - 東京本社新設。
- 2009年10月1日 - 飲食事業をジンコーポレーションからジンコミュニケーションズに移管[1]。
- 2015年
  - 9月1日 - ピーエイと共に女性の就労支援（就職・転職）及び雇用創出のサポートを目的に株式会社ミュゼキャリアを設立[2]。
  - 10月6日 - 多額の負債を抱え、銀行団との任意整理に入ったことを発表。事業は継続したうえで、債務返済に向けた再建計画をまとめ、2016年3月までに銀行団の同意を得るとしている[3]。
  - 12月15日 - ミュゼプラチナム事業を別会社に分割したうえで、同事業をRVHに売却することで合意[4]。
- 2016年
  - 7月22日 - 本社所在地を郡山市富久山町（ジンコミュニケーションズ飲食事業部の所在地[5]）に移転[6]。
  - 10月31日 - 関連会社である株式会社ミュゼトラベル・株式会社ラバフロウ・レコーズ・株式会社エーアイパシフィックの3社が東京地裁から特別清算開始決定を受ける[7]。
- 2017年
  - 11月2日 - 株式会社ジンコミュニケーションズがアルトルイズム株式会社に商号変更[8]。
  - 12月27日 - クレアホールディングスがアルトルイズムを買収[9]。
- 2018年
  - 4月27日 - アルトルイズムが本社所在地を郡山市富久山町に移転[8]、ジンコーポレーションと同一所在地となる。
  - 5月2日 - アルトルイズムがミュゼプラチナムと美容機器の保守サービス契約を締結[10]。
- 2019年2月22日 - ジンコーポレーションが本社所在地を福島県郡山市並木に移転[6]。
- 2020年
  - 4月16日 - アルトルイズムがミュゼプラチナムと美容機器の保守サービス契約を解約[11]。
  - 10月29日 - ジンコーポレーションが株式会社M&Fアセットパートナーズに商号変更[6]。
  - 11月19日 - アルトルイズムがMBOによりクレアホールディングスから離脱[12]。

## 麺家くさび
麺家くさび（めんやくさび）はアルトルイズム株式会社が運営するラーメン店ブランドのひとつ。
東京で修行した若者を中心に、2002年福島県郡山市駅前に1号店を出店し、2022年8月時点の店舗数は福島県3、岩手県1となっている。
麺家くさびでは、毎年9月3日をくさびの日とし、無料でラーメンを提供。入店時に募金を促し、すべてをチャリティーとして寄付している。
寄付先
- 2007年 - 新潟県中越沖地震の義援金
- 2008年 - 岩手・宮城内陸地震の義援金

### メニュー
- くさび丸得盛豚骨醤油麺
- 野菜盛り味噌豚骨麺
- 豚骨醤油つけ麺

## あぁ博多人情
あぁ博多人情（ああはかたにんじょう）はアルトルイズム株式会社が運営するラーメン店ブランドのひとつ。
2007年岩手県盛岡市に1号店を出店し、2022年8月時点の店舗数は岩手県2、秋田県1となっている。
また2007年7月より、メロンの会が主催する「全国ボランティア・ラーメンキャラバン」に協賛。移動式トラックあぁ博多人情（人情号）で日本全国を周り、施設の子供たちにラーメンを食べてもらう企画を起こしている。

### メニュー
- ラーメン
- 月見ラーメン
- もやしラーメン
- チャーシューラーメン

## 一心亭分店
一心亭分店（いっしんていぶんてん）はアルトルイズム株式会社が運営するラーメン店ブランドのひとつ。
2022年8月時点の店舗数は福島県2、秋田県1となっている。

### メニュー
- ラーメン
- ばかねぎラーメン
- きくらげラーメン
- 明太子ラーメン

## 旧関連会社
- 株式会社ジンコーポレーション
- 株式会社ジンインターナショナル
- 株式会社ジンコミュニケーションズ
- 株式会社ジンコスメティックス
- 株式会社ミュゼトラベル
- 株式会社ミュゼキャリア
- JG HONG KONG LIMITED（仁集團香港股份有限公司）
- JG SINGAPORE PTE LTD
- JIN SDN BHD
- JG TURKEY LTD.